# Paul Andrew Williams
Paul Andrew Williams (nascut el 1973 a Portsmouth, Anglaterra) és un guionista i director britànic. Va guanyar el Premi del Nou Director per la seva pel·lícula London to Brighton al Festival Internacional de Cinema d'Edimburg de 2006.

## Carrera
Williams va començar la seva carrera com a actor, però més tard va escriure i dirigir promocions pop, anuncis virals i curtmetratges. El 2001 va escriure i dirigir el curtmetratge Royalty que va inspirar London to Brighton. Royalty es va estrenar al Festival de Cinema de Londres l'any 2001, es va mostrar a la televisió del Regne Unit, va ser preseleccionada per a l'aparador de Kodak i més tard es va projectar al BAFTA. L'any 2003 Williams va ser l'únic director amb seu al Regne Unit que va ser recollit pel Fox Searchlight Director's Lab. El seu curtmetratge, It's Okay to Drink Whisky, realitzat a través d'aquest programa, es va estrenar al Festival de Cinema de Sundance de 2004. El seu debut a la televisió del Regne Unit, Naked, va ser la selecció del dia a la revista Time Out.
A través d'una nova llista de desenvolupament entre Pathe i BBC Films, Williams va ser contractat per escriure The Choir. Williams va escriure i dirigir el thriller psicològic Cherry Tree Lane, que es va estrenar com a part del Fright Fest.

## Filmografia

### Film
| Any  | Títol                        | Director | Guionista | Productor | Actor |
| ---- | ---------------------------- | -------- | --------- | --------- | ----- |
| 2001 | Royalty                      | Sí       | Sí        | No        | No    |
| 2002 | It's Okay to Drink Whiskey   | Sí       | Sí        | No        | No    |
| 2003 | Coming Up – Naked            | Sí       | No        | No        | No    |
| 2006 | London to Brighton           | Sí       | Sí        | Sí        | Sí    |
| 2008 | The Cottage                  | Sí       | Sí        | No        | No    |
| 2010 | The Children                 | No       | Sí        | No        | No    |
| 2010 | Cherry Tree Lane             | Sí       | Sí        | No        | No    |
| 2012 | Una cançó per a la Marion    | Sí       | Sí        | No        | No    |
| 2014 | Murdered by My Boyfriend     | Sí       | No        | No        | No    |
| 2014 | Miss You Already             | No       | Sí        | No        | No    |
| 2015 | The Eichmann Show            | Sí       | No        | No        | No    |
| 2017 | Broadchurch                  | Sí       | No        | No        | No    |
| 2017 | Murdered for Being Different | Sí       | No        | No        | No    |
| 2021 | Bull                         | Sí       | Sí        | No        | No    |